# Winny (2023年の映画)
『Winny』（ウィニー）は、2023年3月10日より公開されたLibertas制作による日本映画。金子勇開発によるPeer to Peer（P2P）技術を用いたファイル共有ソフト『Winny』をめぐった冤罪事件・Winny事件を描く劇映画である。松本優作・岸建太朗脚本、松本優作監督。

## 概略
42歳で亡くなったプログラマー・金子勇が開発したWinnyにまつわる実話を描く映画。主演の東出には「複雑な事件について7年半に渡る裁判を闘った金子勇という人の物語」と説明されたという。
主演を務めた東出昌大は事件や共有ファイルについては無知であり、怪しい人なのかとも思ったというが、壇俊光著のノンフィクション『Winny：天才プログラマー金子勇との7年半』と映画の準備稿を読んで、役作りのため、約18キロもの増量や、遺族や関係者たちへの取材、模擬裁判なども経て「今も自分の中に金子さんがいる」と語るまでに至った。弁護士の壇俊光役は三浦貴大が演じ、開発者の権利と未来を守る弁護団と、警察・検察側の権力やメディアとの戦いを映像化。壇によると約7年の話を2時間にまとめるため、細かな逸話は脚色も交えているという。
2023年2月28日、大阪市の大阪弁護士会館で先行公開された。

## あらすじ
2003年、ネット社会ではゲームや映画、音楽などを正規の料金を支払うことなく違法コピーするユーザーが200万人に達していた。それは、Winny(ウィニー)というファイル共有ソフトを悪用することで生まれた技術だった。警察は違法アップロードを繰り返す犯罪者たちを一斉検挙し、Winny開発者であるプログラマーの金子勇も京都府警に任意同行を求められた。
金子は、コンピュータ技術は天才的だが世間知らずで、純朴な青年だった。金子の無知を利用した警察は、Winnyの開発をやめるという誓約書と称して、著作権侵害に繋がる技術と認識していたという調書を自書させ、金子を帰宅させた。半年後に、著作権法違反幇助の罪で逮捕される金子。弁護を引き受けた弁護士の壇や桂たちは「開発者に罪はない」という主張のもとに裁判に挑んだ。
実は警察は、Winnyに仕込まれたウイルスによって、ハッカーに資料を盗まれた事実を隠蔽していた。金子が著作権侵害の蔓延を狙う危険人物だという筋書きは、Winnyを葬り去りたい警察にとって必要不可欠だったのだ。
一方、愛媛県警の交番勤務である仙波は、署内に横行するニセ領収書による裏金作りに憤っていた。裏金の実態を地元の弁護士会に話し、記者会見で告発する仙波。愛媛県警は否定したが、Winnyを利用したハッカーによって、裏金の内部資料が新聞社に送られ記事化された。しかし、執拗な嫌がらせを受ける仙波。
裁判で、著作権侵害を狙っていない事実をはっきり主張する金子。Winnyは逆に、仙波のように顔出しで告発する危険性から当事者を守り、匿名が可能になるソフトだったのだ。しかし、判決は150万円の罰金刑で金子は敗訴した。
エンジニアの道に戻るよりも、あっけらかんと上告を選ぶ金子。更に7年の歳月をかけて最高裁で無罪を勝ち取ったが、金子はその半年後に急性心筋梗塞により42才で死去し、弁護士の壇は形見の眼鏡を贈られた。

## キャスト
- 金子勇：東出昌大[6]（幼少期：川口和空[7]） - プログラマー[4]。ファイル共有ソフト“Winny”の開発者。逮捕当時は東京大学大学院情報理工学系研究科特任助手。
- 壇俊光：三浦貴大[6] - サイバー犯罪に詳しい弁護士[4]。Winny弁護団事務局長を務める
- 桂充弘：皆川猿時[6] - 弁護士、Winny弁護団長
- 浜崎太一：和田正人[6] - 弁護士、Winny弁護団
- 桜井恵子：木竜麻生[6] - 法律事務所スタッフ
- 林良太：池田大[6] - 弁護士、Winny弁護団
- 山本幸助：金子大地[6] - 愛媛県警巡査
- 松山：阿部進之介[6] - 新聞記者
- 伊坂誠司：渋川清彦[6] - 京都地方検察庁刑事部検事
- 比嘉誠：田村泰二郎[6] - 京都地方裁判所判事、第一審裁判長
- 北村文也：渡辺いっけい[6] - 京都府警ハイテク犯罪対策室警部補
- 金子勇の姉：吉田羊[6]
- 秋田真志：吹越満[6] - 弁護士、Winny弁護団主任弁護人
- 仙波敏郎：吉岡秀隆[6] - 愛媛県警巡査部長
- 傍聴者：阿曽山大噴火[8]
- 奥田哲也：板倉武志[9] - 弁護士
- 刑事：森優作
- 近藤強[10]
- 畑中健一：高木勝也[11] - 京都府警ハイテク犯罪対策室
- 田端直樹：成松修[12] - 京都府警ハイテク犯罪対策室
- 検事：中野英樹[13]
- 足立智充[14]
- 井田正弘：カトウシンスケ[15] - 逮捕されたWinnyユーザー
- 南恭平：小西貴大[16] - 逮捕されたWinnyユーザー
- 井田正弘の友人：鈴木こうすけ[17]
- 小関翔太
- 白石瑞来
- 宮田良太：大塚ヒロタ[18] - 検察官
- 検察官：関幸治[19]
- 裁判所職員：松下貞治[20]
- 樫本琳花[21]
- 町田水城[22]
- 内田周作[23]
- 北林茉子[24]
- アナウンサー：村上かず[25][注 1]
- 太田正一[26]
- レポーター：真宮葉月[27]
- 町成トク[28]
- 店主：青木将彦[29] - 成松電機商店
- 右陪席裁判官：中村敦[30]
- 高松周平
- こばやしあきこ[31]
- 柴田紗帆
- 裁判所書記官：那海[32]
- 検察事務官：五島舞耶[33]
- アナウンサー：若林亮[25]
- 滝裕二郎[34]
- 定江泰之：伊藤廉太郎 - 官房長官
- 田野良樹[35][注 2]
- 家永正文：下田大気 - 著作権管理団体代表
- 松井薫平[36][注 3]
- 大山真絵子[37][注 4]
- 藤井咲樹子[38]
- 壇俊光

## スタッフ
- 監督・脚本：松本優作
- 原案：朝日新聞 2020年3月8日記事
  - 記者：渡辺淳基
- 企画：古橋智史、and pictures
- プロデューサー：伊藤主税、藤井宏二、金山
- 撮影・脚本：岸建太朗
- 照明：玉川直人
- 録音：伊藤裕規
- ラインプロデューサー：中島裕作
- 助監督：杉岡知哉
- 衣裳：川本誠子、梶原夏帆
- ヘアメイク：板垣実和、井出真砂子（吉田羊担当）
- 装飾：有村謙志
- プログラム監修：桂大介
- 制作担当：今井尚道、原田博志
- キャスティング：伊藤尚哉
- 編集：田巻源太
- 音響効果：岡瀬晶彦
- 音楽プロデューサー：田井モトヨシ
- 音楽：Teje×田井千里
- 制作プロダクション：Libertas
- 制作協力：and pictures
- 配給：KDDI、ナカチカ
- 宣伝：ナカチカ、FINOR
- 製作：映画「Winny」製作委員会（KDDI、Libertas、オールドブリッジスタジオ、TIME、ナカチカ、ライツキューブ）

## 受賞歴
- 第33回 日本映画批評家大賞 - 主演男優賞（東出昌大）
- 第48回おおさかシネマフェスティバル - 特別賞（ワイルドバンチ賞）

## 関連商品
- 日本シナリオ作家協会・編『'23年鑑代表シナリオ集』協同組合日本シナリオ作家協会、2024年7月31日発行、ISBN 978-4-907881-14-6 - シナリオを収録[39]。